# 카노 아라타
카노 아라타(일본어: 加納 新太)는 일본의 소설가이다. 아이치현 출신으로 아이치현립 대학 문학부를 졸업했다. 주로 일본 애니메이션의 소설화 작업을 담당하고 있으며, 특히 신카이 마코토 감독의 작품의 소설판 작가로 유명하다.